# Quirino Gasparini
Quirino Gasparini (1721 – 20 de setembro de 1778) foi um compositor italiano nascido em Gandino, próximo a Bergamo.
Gasparini morreu em Turin em 1778.